# دروازه نقیض یا
| ورودی A B | ورودی A B | خروجی {\displaystyle {\overline {A+B}}} |
| ۰         | ۰         | ۱                                       |
| ۰         | ۱         | ۰                                       |
| ۱         | ۰         | ۰                                       |
| ۱         | ۱         | ۰                                       |

دروازهٔ نقیض یا یا گیت نُر (به انگلیسی: NOR gate) یکی از دروازه‌های منطقی ترکیبی است که مانند دروازهٔ یا عمل می‌کند با این تفاوت که خروجی‌اش نقیض شده‌است. به زبان ساده‌تر این دروازه کار دروازهٔ یا را انجام می‌دهد، با این تفاوت که خروجی‌اش را نقیض می‌کند. خروجی این دروازه هنگامی در وضعیت یک منطقی قرار می‌گیرد که همهٔ ورودی‌هایش در وضعیت صفر منطقی قرار داشته باشند.
|                  |             |             |
| نماد ام‌آی‌ال/انسی | نماد آی‌ئی‌سی | نماد دی‌آی‌ان |

## تراشه‌ها
تراشهٔ ۷۴۰۲ از تراشه‌های سری ۷۴۰۰ شامل چهار دروازهٔ منطقی نقیض یا است.